# Missões diplomáticas no Chile

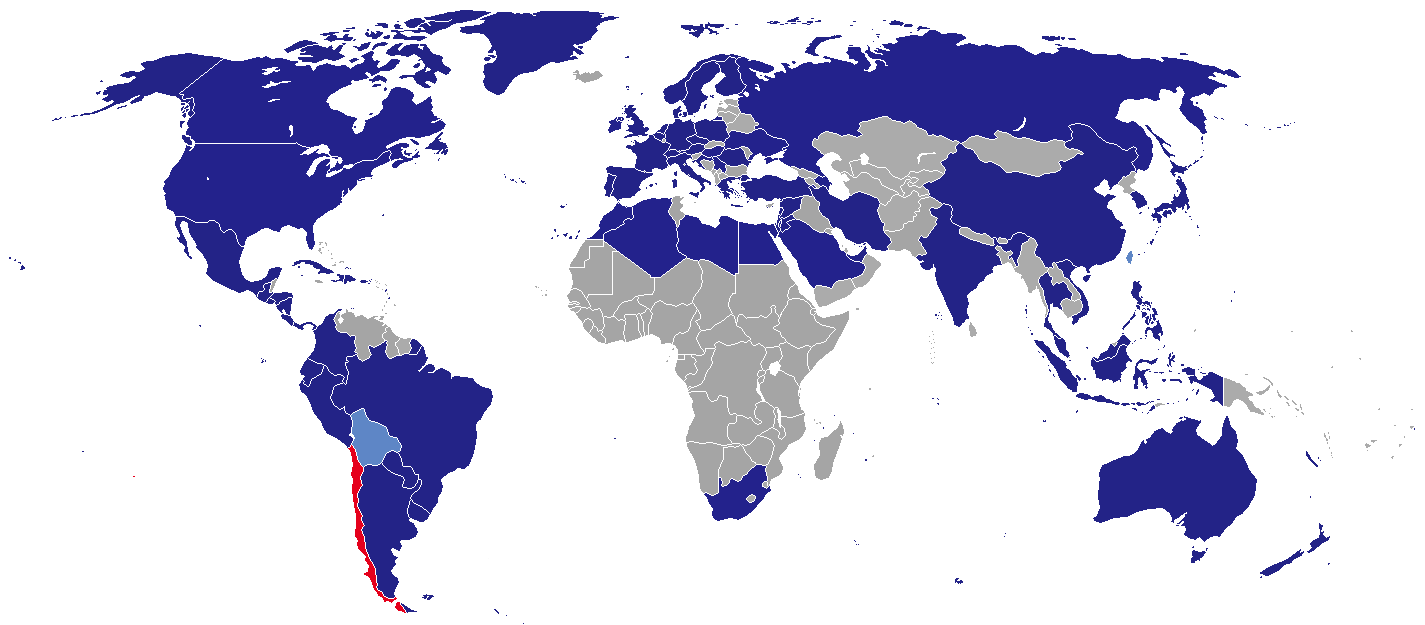
Missões Diplomáticas no Chile

Esta é umalista de missões diplomáticas no Chile . Existem atualmente 65 embaixadas em  Santiago, e muitos países mantém consulados em outras cidades do Chile (não incluindo consulados honorários).

## Embaixadas emSantiago
| - Algeria - Argentina - Australia - Austria - Belgium - Brazil - Bulgaria - Canada - People's Republic of China - Colombia - Costa Rica - Croatia - Cuba - Czech Republic - Denmark - Dominican Republic - Ecuador - Egypt - El Salvador - Finland - France - Germany | - Greece - Guatemala - Haiti - Vaticano - Honduras - Hungary - India - Indonesia - Israel - Italy - Japan - Jordan - Coreia do Sul - Lebanon - Malaysia - Mexico - Morocco - Netherlands - New Zealand - Nicaragua - Nigeria - Norway | - Panama - Paraguay - Peru - Philippines - Poland - Portugal - Romania - Russia - Ordem Soberana e Militar de Malta - South Africa - Spain - Sweden - Switzerland - Syria - Thailand - Turkey - United Kingdom - United States - Uruguay - Venezuela - Vietnam |

### Outros postos em Santiago
- País Basco (Delegação Basca)
- Bolívia Consulado-Geral
- Taiwan (Escritótio Econômico e Cultural )
- União Europeia (Delegação)
- Palestina (Delegação Geral)
- Porto Rico (Escritório Econômico)

## Consulados

### Consulados emAntofagasta
- Argentina Consulado
- Bolívia Consulado

### Consulados emArica
- Bolívia Consulado-Geral
- Peru Consulado-Geral

### Consulados emCalama
- Bolívia Consulado

### Consulados emConcepción
- Argentina Consulado

### Consulados emIquique
- Bolívia Consulado
- Paraguai Consulado
- Peru Consulado-Geral

### Consulados emPunta Arenas
- Argentina Consulado-Geral

### Consulados emPuerto Montt
- Argentina Consulado

### Consulados emValparaíso
- Argentina Consulado-Geral
- Bolívia Consulado
- Panamá Consulado-Geral
- Peru Consulado-Geral